# ジェイコム埼玉・東日本
株式会社ジェイコム埼玉・東日本は、埼玉県さいたま市浦和区に本社を置き、ケーブルテレビ（同時再放送、自主放送）と電気通信事業（インターネット接続、IP電話）を主たる業務とし、有線一般放送（ケーブルテレビ局）を運営する一般放送事業者および電気通信事業者である。
JCOM株式会社（J:COM）の連結子会社であり、会社呼称は「J:COM 埼玉・東日本」。

## 沿革
- 1984年（昭和59年）7月4日 - 浦和ケーブル・テレビ・ネットワーク株式会社として設立。
- 1988年（昭和63年）
  - 10月31日 - 株式会社ユーアイネット埼玉が設立。
  - 詳細月日不明 - ユーアイネット埼玉が、ケーブルテレビ事業に業態変換。
- 2000年（平成12年）7月10日 - ユーアイネット埼玉が、商号を株式会社メディアさいたまに変更。
- 2006年（平成18年）6月1日 - 浦和ケーブル・テレビ・ネットワークが、メディアさいたまを吸収合併。商号を株式会社ジェイコムさいたまに変更[1][2]。
- 2011年（平成23年）
  - 3月1日 - 株式会社シティケーブルネット、および株式会社ジェイコム東上を吸収合併[3]。
  - 3月3日 - さいたまエリアで、地上放送の暫定的「デジアナ変換」を提供開始。
  - 3月10日 - 所沢エリアで、地上放送の暫定的「デジアナ変換」を提供開始。
  - 6月13日 - 東上エリアで、地上放送の暫定的「デジアナ変換」を提供開始[注 1]。
  - 10月27日 - インターネット接続サービス「J:COM NET」のインターネットサービスプロバイダーブランドを『ZAQ』に変更[4]。
- 2014年（平成26年）7月17日 - J:COM 東上の局舎を、埼玉県志木市館から富士見市東みずほ台に移転[5]。
- 2015年（平成27年）
  - 2月27日 - 東上エリアにおいて、地上放送の暫定的「デジアナ変換」を終了。
  - 3月10日 - さいたまエリアにおいて、地上放送の暫定的「デジアナ変換」を終了。
  - 3月18日 - 所沢エリアにおいて、地上放送の暫定的「デジアナ変換」を終了。
- 2019年（平成31年・令和元年）
  - 4月1日 - 株式会社ジェイコム川口戸田および株式会社ジェイコム北関東を吸収合併。商号を株式会社ジェイコム埼玉・東日本に変更[6]
  - 6月1日 - 株式会社ジェイコムイーストが吸収分割を実施。群馬局および仙台局を継承[6]。

## 事業所
本社
- 本社（北緯35度52分9.7秒 東経139度38分26.8秒 / 北緯35.869361度 東経139.640778度座標: 北緯35度52分9.7秒 東経139度38分26.8秒 / 北緯35.869361度 東経139.640778度）
  - 埼玉県さいたま市浦和区常盤10丁目4番1号

事務所
- さいたま南営業事務所（北緯35度52分9.7秒 東経139度38分26.8秒 / 北緯35.869361度 東経139.640778度）
  - 埼玉県さいたま市浦和区常盤10丁目4番1号 （本社内）
- さいたま北営業事務所（北緯35度53分28.9秒 東経139度38分20.8秒 / 北緯35.891361度 東経139.639111度）
  - 埼玉県さいたま市大宮区北袋町1丁目299番地11
- 所沢営業事務所（北緯35度47分40.2秒 東経139度28分8.8秒 / 北緯35.794500度 東経139.469111度）
  - 埼玉県所沢市北有楽町1番4号
- 東上・川越営業事務所（北緯35度50分23.7秒 東経139度33分10.2秒 / 北緯35.839917度 東経139.552833度）
  - 埼玉県富士見市東みずほ台2丁目8番3号　ジェイコム東上ビル
- 久喜営業事務所（北緯36度3分52秒 東経139度40分20.2秒 / 北緯36.06444度 東経139.672278度）
  - 埼玉県久喜市南5丁目1番7号
- 越谷営業事務所（北緯35度52分30.2秒 東経139度47分25.9秒 / 北緯35.875056度 東経139.790528度）
  - 埼玉県越谷市南越谷1丁目17番2号　朝日生命越谷ビル4階
- 草加営業事務所（北緯35度49分48.2秒 東経139度48分6.1秒 / 北緯35.830056度 東経139.801694度）
  - 埼玉県草加市氷川町2151番地の2
- 熊谷営業事務所（北緯36度10分21.6秒 東経139度19分27.6秒 / 北緯36.172667度 東経139.324333度）
  - 埼玉県熊谷市籠原南3丁目188番地
- 川口営業事務所（北緯35度48分41.3秒 東経139度42分40.4秒 / 北緯35.811472度 東経139.711222度）
  - 埼玉県川口市並木1丁目17番12号
- その他
  - ジェイコムイーストの吸収合併とともに群馬県内・宮城県内の事務所を引き継いでいる。

## 提供区域内自治体

### J:COM さいたま
- 埼玉県
  - さいたま市
    - 中央区、浦和区、桜区、緑区、南区、大宮区、北区、見沼区、西区

  - 上尾市
  - 北足立郡
    - 伊奈町

### J:COM 所沢
- 埼玉県
  - 所沢市

### J:COM 東上・川越
- 埼玉県
  - 志木市、朝霞市、富士見市、ふじみ野市、新座市、川越市、坂戸市、鶴ヶ島市、所沢市、日高市
  - 入間郡
    - 三芳町

  - 比企郡
    - 川島町、鳩山町

### J:COM 埼玉県央
- 埼玉県
  - 桶川市、加須市、北本市、久喜市、鴻巣市、幸手市、白岡市、蓮田市
  - 北葛飾郡
    - 杉戸町

  - 南埼玉郡
    - 宮代町

### J:COM 越谷・春日部
- 埼玉県
  - さいたま市
    - 岩槻区

  - 越谷市、吉川市、春日部市
  - 北葛飾郡
    - 松伏町

### J:COM 草加
- 埼玉県
  - さいたま市
    - 緑区、南区

  - 川口市、草加市、三郷市、八潮市

### J:COM 熊谷・深谷
- 埼玉県
  - 熊谷市、深谷市

### J:COM 川口・戸田
- 埼玉県
  - 川口市、戸田市

### その他
- ジェイコムイーストの吸収合併とともに群馬県内・宮城県内の提供区域を引き継いでいる。

## 業務内容
- 2019年（平成31年）4月1日現在。

統一サービス
1. J:COM TV（テレビ放送サービス[注 2]）
  1. 双方向機能（STBインターネット接続サービス）
  2. インタラクTV（STBテレビ向け情報サービス）
  3. ナビシェル（STB向けご案内画面サービス）
  4. J:COMオンデマンド（VODサービス）
  5. リモート録画予約（番組録画予約）
  6. ジェイコム マガジン（番組ガイド誌）
  7. J:COMチャンネル（第一コミュニティチャンネル）
  8. J:COMテレビ（第二コミュニティチャンネル）
2. J:COM NET（インターネット接続サービス）
  1. ZAQ（インターネットサービスプロバイダ）
  2. J:COM WiMAX 2+（4G（WiMAX）サービス[注 3]）
3. J:COM PHONE（固定電話（CATV電話）サービス）
  1. J:COM PHONE プラス（VoIP方式（プライマリ電話）サービス）[注 4]）
4. J:COM 電力
5. J:COM MOBILE（4G（LTE）サービス[注 5]）

付加サービス
- J:COM 緊急地震速報

### J:COM TV

#### 地上デジタル放送・FMラジオ
- J:COM さいたま

- J:COM 所沢

- J:COM 東上・川越

- J:COM 埼玉県央

- J:COM 越谷・春日部

- J:COM 草加

- J:COM 熊谷・深谷

- J:COM 川口・戸田

- その他
ジェイコムイーストの吸収合併とともに群馬県内・宮城県内の提供区域を引き継いでいる。

## コミュニティチャンネル
- J:COM さいたま

- J:COM 所沢

- J:COM 東上

- J:COM 川越

- J:COM 埼玉県央

- J:COM 越谷・春日部

- J:COM 草加

- J:COM 熊谷・深谷

- J:COM 川口・戸田

- その他
ジェイコムイーストの吸収合併とともに群馬県内・宮城県内の提供区域を引き継いでいる。